# Pavol Biroš
Pavol Biroš (1. dubna 1953 Prešov – 12. srpna 2020 Prešov) byl slovenský fotbalista, československý reprezentant, držitel zlaté medaile z mistrovství Evropy roku 1976, byť do bojů šampionátu přímo nezasáhl. Vystudoval práva na Karlově univerzitě a pracoval jako soudce.

## Fotbalová kariéra
V československé reprezentaci odehrál 9 zápasů. V československé lize hrál za Slavii Praha, Tatran Prešov a Lokomotivu Košice, nastoupil ve 214 ligových utkáních a dal 1 gól. V Poháru vítězů pohárů nastoupil ve 4 utkáních a v poháru UEFA nastoupil ve 2 utkáních.

## Ligová bilance
| Ročník                                   | Zápasy | Góly | Klub              |
| ---------------------------------------- | ------ | ---- | ----------------- |
| 1. československá fotbalová liga 1972/73 | 15     | 0    | Slavia Praha      |
| 1. československá fotbalová liga 1973/74 | 24     | 0    | Slavia Praha      |
| 1. československá fotbalová liga 1974/75 | 29     | 0    | Slavia Praha      |
| 1. československá fotbalová liga 1975/76 | 27     | 1    | Slavia Praha      |
| 1. československá fotbalová liga 1976/77 | 24     | 0    | Slavia Praha      |
| 1. československá fotbalová liga 1977/78 | 10     | 0    | Slavia Praha      |
| 1. československá fotbalová liga 1978/79 | 6      | 0    | Slavia Praha      |
| 1. československá fotbalová liga 1978/79 | 15     | 0    | Lokomotíva Košice |
| 1. československá fotbalová liga 1979/80 | 27     | 0    | Lokomotíva Košice |
| 1. československá fotbalová liga 1982/83 | 14     | 0    | Tatran Prešov     |
| 1. československá fotbalová liga 1983/84 | 22     | 0    | Tatran Prešov     |
| 1. československá fotbalová liga 1984/85 | 1      | 0    | Tatran Prešov     |
| CELKEM 1. liga                           | 214    | 1    |                   |